# Sint Martinus van Porres Universiteit
De Sint Martinus van Porres Universiteit (Spaans: Universidad de San Martín de Porres, USMP) is een private non-profit onderzoeksuniversiteit, gevestigd in Lima, Peru. De universiteit werd opgericht op 17 mei 1962 door de Rooms-Katholieke Dominicanen. Ze is gelegen in het Jesús María district en is een van de grootste universiteiten van het land.
In de QS World University Rankings van 2020 staat de Sint Martinus van Porres Universiteit op een 201-250ste plaats in de ranglijst voor Latijns-Amerika, waarmee het de 10e Peruviaanse universiteit op de lijst is.